# Hōtoku

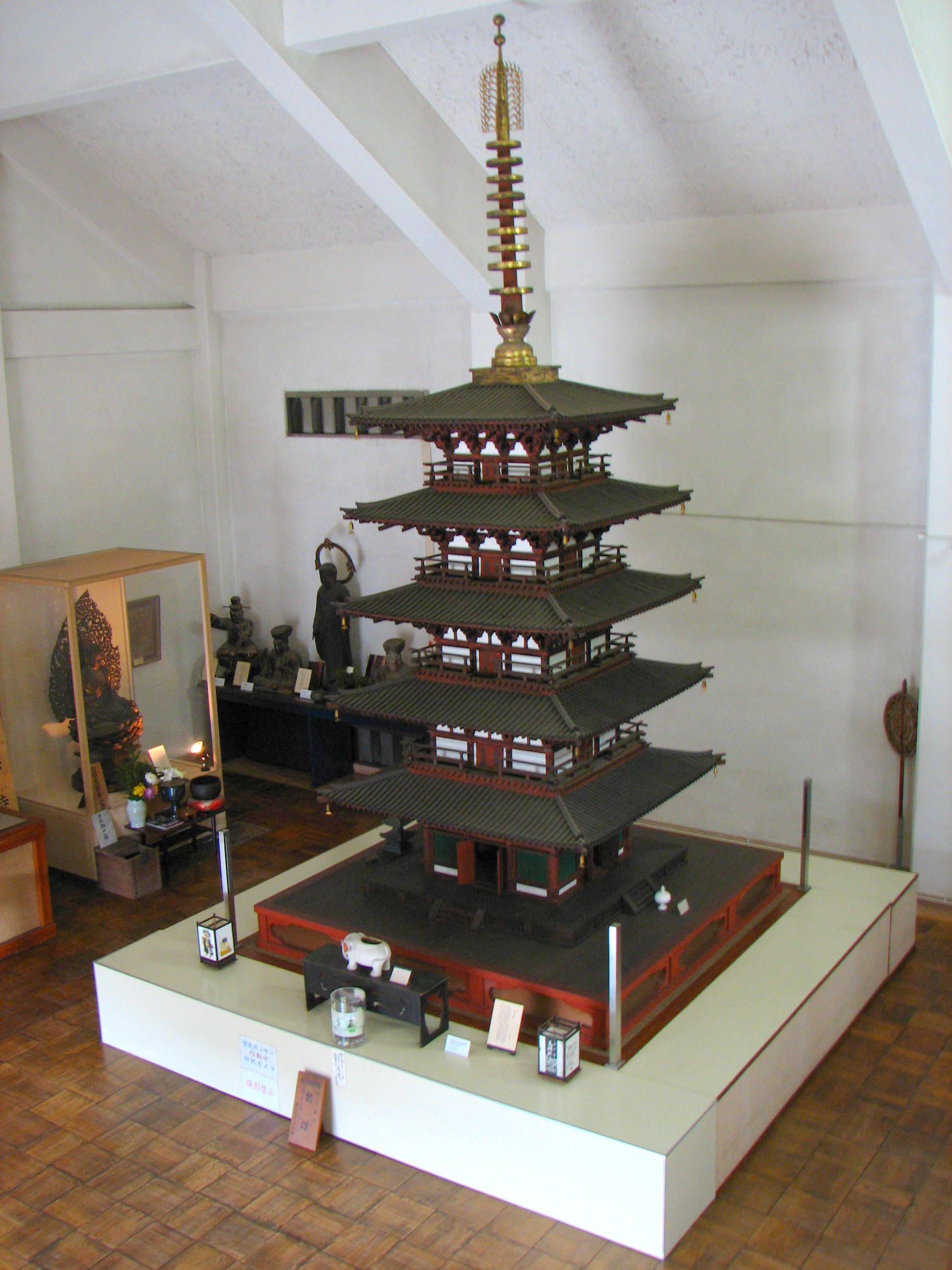
Modell av pagoden vid Gango-ji-templet. Större delen av det gamla templet förstördes år hōtoku 3.

Hōtoku (japanska: 宝徳?, Hōtoku), 28 juli 1449–25 juli 1452, var en period i den japanska tideräkningen under kejsare Go-Hanazonos regering. Shogun var Ashikaga Yoshimasa.
Namnet på perioden är hämtat från Tangshu.
Diplomatiska förbindelser upptas med kungariket Ryūkyū (nuvarande Okinawa) år hōtoku 3 (1451). Samma år brinner  Gango-ji, Japans äldsta buddhisttempel, ner.

## Fotnoter
1. ↑  Uppslagsverket Daijirin (大辞林), elektronisk utgåva, Sanseido 2006. Datum enligt den japanska månkalendern som inte helt överensstämmer med den västerländska.
2. ↑  Citatet på klassisk kinesiska: 朕宝三徳、曰慈倹謙